# Strzyżew (województwo lubelskie)
Strzyżew – wieś w Polsce położona w województwie lubelskim, w powiecie łukowskim, w gminie Łuków.
W latach 1975–1998 miejscowość położona była w województwie siedleckim.
Wieś stanowi sołectwo w gminie Łuków. Według Narodowego Spisu Powszechnego z roku 2011 wieś liczyła 766 mieszkańców.
Wierni Kościoła rzymskokatolickiego należą do parafii Najświętszego Serca Pana Jezusa w Zarzeczu Łukowskim.

## Zabytki
- Grodzisko w Strzyżewie - pozostałości piastowskiego grodu obronnego zlokalizowanego w widłach rzeki Krzny Południowej i jej lewobrzeżnego dopływu. Gród zbudowano pod koniec X wieku i był broniony przez typowy dla Wielkopolski wał w konstrukcji skrzyniowej, której wnętrze wypełniała warstwa gliny[8][9].